# 特定物
特定物為交易中由當事人的意思或其他事實具體指定的物，而種類物於交付時也會變為特定物，而以特定之債為標的的交易，於該特定標的物滅失時，則會陷於給付不能的情形。，與種類物相對，如指明某地號的土地、某一部車子等屬之。